# Lougratte
Lougratte är en kommun i departementet Lot-et-Garonne i regionen Nouvelle-Aquitaine i sydvästra Frankrike. Kommunen ligger i kantonen Castillonnès som tillhör arrondissementet Villeneuve-sur-Lot. År 2022 hade Lougratte 422 invånare.

## Befolkningsutveckling
Antalet invånare i kommunen Lougratte
| Referens: INSEE |